# Улица Штатная Горка
Улица Штатная Горка — улица в Восточном административном округе Москвы. Исторически улица начиналась от Большой Черкизовской улицы, которая в XIX в. проходила немного южнее, чем сейчас, и шла на север перпендикулярно ей, вдоль восточного берега Черкизовского (Архиерейского) пруда. Заканчивалась около церкви Ильи Пророка. В настоящее время, из-за антропогенных изменений рельефа улица исчезла; числившийся по ней до недавнего времени дом 17 (здание церкви) теперь числится по Большой Черкизовской улице (с тем же номером). Параллельно улице (справа, за церковью) проходил ныне упразднённый Штатный тупик.

## Происхождение названия
Считается, что название Штатная Горка, появившееся на карте Москвы в XIX веке, было мотивировано тем, что в этом месте проживали штатные чиновники архиерейского двора, который располагался поблизости.

## Транспорт

### Автобусы
- 34, 34к, 52, 171, 230, 372, 449, 716, т32, т41, т83 (остановка «Дворец творчества»)

## Примечательные здания и сооружения
- Дом 17 (теперь числится по Большой Черкизовской улице) — Храм Ильи Пророка в Черкизове, построенный в 1690 году.